# Бузівська волость (Новомосковський повіт)
Бузівська волость — адміністративно-територіальна одиниця Новомосковського повіту Катеринославської губернії.
Станом на 1886 налічувалось 6 поселень, 7 громад. Населення — 2630 осіб (1359 осіб чоловічої статі і 1271 — жіночої), 537 дворових господарств.
|                     | Площа, десятин | У тому числі орної, десятин |
| ------------------- | -------------- | --------------------------- |
| Сільських громад    | 2110           | 1908                        |
| Приватної власності | 13257          | 5983                        |
| Іншої власності     | 164            | 64                          |
| Загалом             | 15531          | 7955                        |

Найбільші поселення волості:
- Бузівка — слобода, над річкою Бузівка, 431 особа, православна церква;
- Ковпаківка — селище, при річці Оріль, 972 особи, православна церква;
- Володимирівка — село, при річці Бузівка, 532 особи.